# Philetus Sawyer

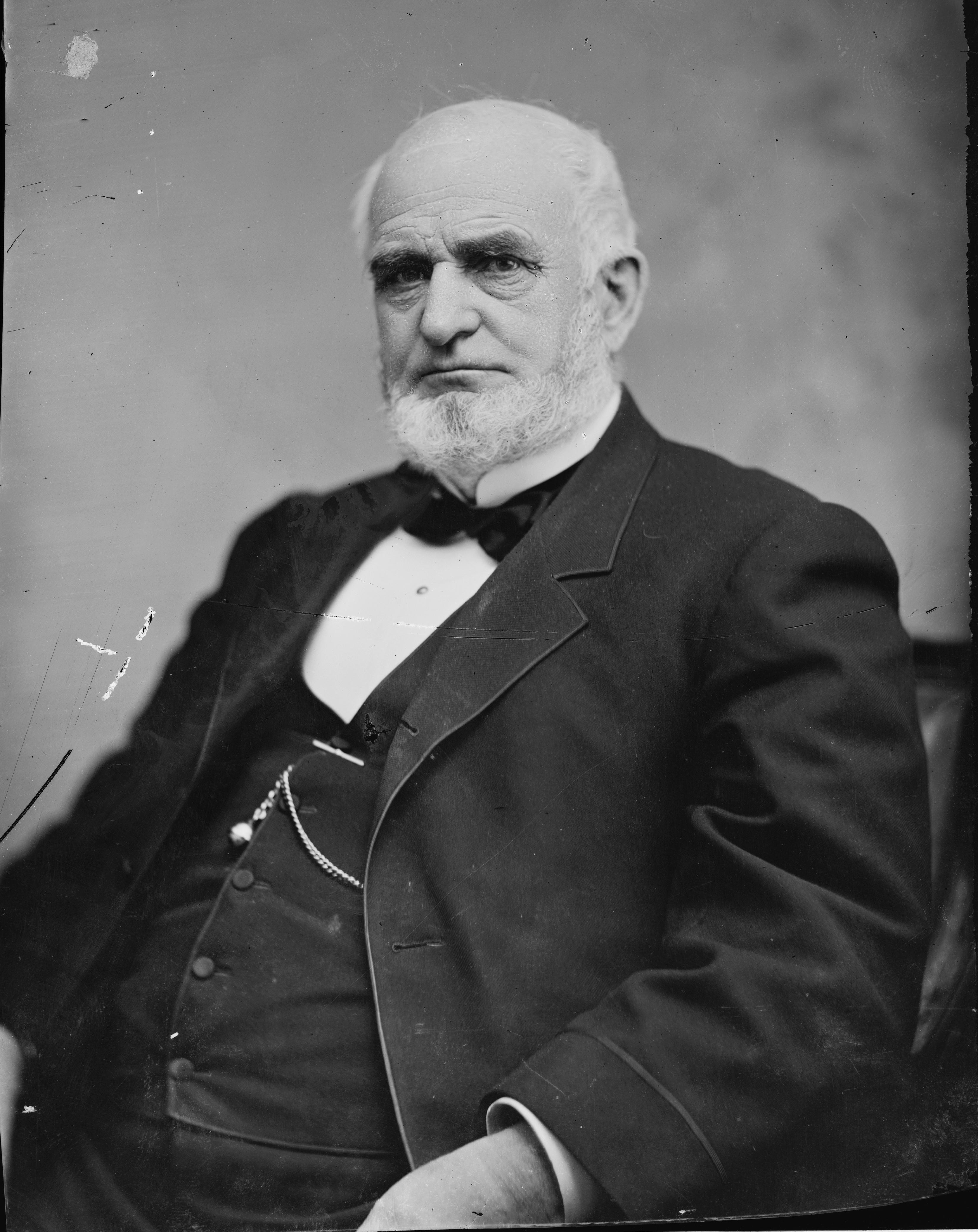
Philetus Sawyer

Philetus Sawyer (* 22. September 1816 in Whiting, Addison County, Vermont; † 29. März 1900 in Oshkosh, Wisconsin) war ein US-amerikanischer Politiker (Republikanische Partei), der den Bundesstaat Wisconsin in beiden Kammern des Kongresses vertrat.
Philetus Sawyer war noch ein Säugling, als seine Eltern mit ihm im Jahr 1817 nach Crown Point im Staat New York zogen. Dort lebte er bis 1847; dann ließ er sich im Fond du Lac County in Wisconsin nieder und arbeitete dort in der Bauholzindustrie.
In seiner neuen Heimat begann Sawyer sich auch politisch zu betätigen. 1857 und 1861 saß er in der Wisconsin State Assembly, von 1863 bis 1864 war er Bürgermeister von Oshkosh. 1864 wurde er schließlich ins US-Repräsentantenhaus in Washington, D.C. gewählt, wo er vom 4. März 1865 bis zum 3. März 1875 verblieb. Während dieser Zeit war er Vorsitzender mehrerer Ausschüsse.
Sawyer bewarb sich nicht um die Wiederwahl, kehrte aber 1881 als US-Senator in den Kongress zurück. Dort absolvierte er zwei Amtsperioden; auf eine erneute Wiederwahl verzichtete er im Jahr 1892. Im Senat war er unter anderem Vorsitzender des Eisenbahnausschusses. Danach wandte er sich wieder seiner geschäftlichen Tätigkeit zu, ehe er im März 1900 in Oshkosh starb.
Das Sawyer County in Wisconsin wurde nach Philetus Sawyer benannt.